# Tercera batalla del Dòiran
La tercera batalla del Dòiran es va lliurar entre el 18 i 19 de setembre de 1918, quan els grecs i els britànics van atacar les posicions del 1r Exèrcit búlgar prop del llac Dòiran. La batalla va ser part de la Primera Guerra Mundial i va tenir lloc en el Front de Macedònia del Teatre dels Balcans.
La batalla va finalitzar quan les tropes búlgares van repel·lir tots els atacs dels Aliats, però finalment es van veure obligats a retirar-se de nou després que les seves pèrdues en altres sectors.

## Antecedents
El Regne de Bulgària va quedar decebuda per les clàusules del Tractat de Bucarest; en aquest context, l'exèrcit búlgar, mal equipat i insuficientment alimentat, és objecte de les tendències pacifistes i els seus efectius van quedar reduïts per les desercions.

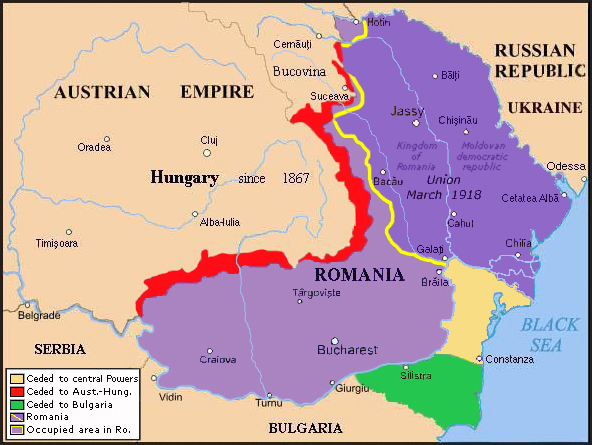
Territoris perduts de Romania després del Tractat de Bucarest (maig 1918): en vermell els territoris cedits a Àustria-Hongria i en verd els territoris cedits a Bulgària

En la tardor de 1918, els grecs i els britànics van sortir de la seva base de Tessalònica, al mateix temps que els serbis i els francesos. Mentre que les tropes sèrbies i franceses, sota el comandament de Franchet d'Espèrey, atacaven a Bulgària en Macedònia per la vall de Vàrdar, els grecs i els britànics van avançar per Tràcia. Sota el comandament de George Milne, aquests últims havien d'assaltar les posicions búlgares en els pujols a l'oest del llac Dòiran. Aquest atac era tercer que els Aliats van llançar a la regió del Dòiran. En 1916, una primera ofensiva anglo-francesa va ser rebutjada; en 1917, un segon atac, aquesta vegada realitzat únicament per britànics, tampoc va poder prendre la ciutat.
De fet, la regió estava ben fortificada i les posicions búlgares van ser reforçades pels enginyers entre 1916 i 1917. A més, el difícil terreny de la regió era favorable a la defensa búlgara; part d'aquestes defenses eren la perillosa Pip Ridge i la Gran Couronné.
Com va confessar Georg von Hertling, llavors Canceller del Reich, a l'agost, les Potències Centrals no eren capaces de reposar les seves reserves, reduïdes al mínim.

## Batalla

### La preparació de la batalla
A partir d'agost es comencen a preparar els projectes de la ruptura del Front Oriental. Franchet d'Espèrey fixa llavors com a objectiu l'estació de Gradsko, nus de les comunicacions búlgares. Va preparar la seva ofensiva amb cura, plenament informat pels reconeixements aeris, molt conscient de la naturalesa lineal del dispositiu germano-búlgar que s'enfrontaria a les seves unitats. Un cop «trencada l'escorça», una guerra de moviment permetria el desplaçament d'aquest dispositiu poc profund. Les concentracions es farien de manera que s'evités la confrontació directa entre unitats sèrbies i unitats búlgares; les forces sèrbies participarien atacant a unitats búlgares debilitades.
La preparació militar de Franchet d'Espèrey es va reforçar amb una preparació diplomàtica amb els aliats de França; Gran Bretanya i Itàlia són consultats sobre la direcció de les operacions, i el 10 de setembre Franchet d'Espèrey va obtenir un acord d'iniciar les operacions quan desitgés. Aquesta preparació no és ignorada pels serveis d'intel·ligència de les Potències Centrals, incloent l'Evidenzbureau.
A partir d'aquesta fase, les operacions dels Aliats a la regió estaven dissenyades com una tàctica de distracció, dissenyada per evitar la transferència d'unitats germano-búlgares a altres sectors del front, on s'havia d'executar la maniobra principal, en la regió de Skopje.

### Batalla
En el flanc esquerre, el XII Cos britànic amb les divisions 22a i 26a, reforçat per la Divisió Serres grega va atacar la difícil Pip Ridge. Els britànics van concentrar 231 peces d'artilleria, incloent obusos pesats de 8 polzades. El bombardeig es va dur a terme durant dos dies, on es va incloure projectils de gas, i va concloure amb una barrera darrera de la qual la infanteria havia d'avançar. Els britànics van passar el temps abans de la batalla entrenant per a l'assalt. Davant d'ells estava la 9a (Pleven) Divisió bulgara amb 122 armes, amb les defenses molt ben preparades, comandades pel general Vladimir Vazov.
El 18 de setembre, el XII Cos britànic va atacar junt amb les brigades 66a i 67a de la 22a Divisió i la Divisió de Serres grega. La primera línia de trinxeres búlgara va ser envaïda i la Divisió Serres va penetrar a la segona línia. Els búlgars van respondre amb foc d'artilleria pesada i contraatacs que van recuperar el terreny perdut. Mentrestant, el 7è batalló de la 66a (South Wales Borders) Brigada britànica va patir moltes baixes i va fracassar en els seus atacs. Els atacs del 11è (Welsh) Regiment del 9è (Border) Regiment tampoc van anar bé. El 12è (Cheshire) Regiment de la 67a Brigada britànica seguit pel 9è (South Lancashire) Regiment i el i 8è Kings Shropshire Light Infantry (KSLI) van avançar sota el foc de l'artilleria i de metralladores búlgares. La 67a Brigada va perdre el 65% dels seus soldats. Al final del dia, el XII Cos estava de nou en el seu punt de partida.
El 19 de setembre, el XII Cos va atacar de nou, però, com que els atacs del XVI Cos nord del llac havien fracassat, el XII Cos va atacar sol. La Divisió Serres grega va repetir el rendiment del dia anterior, ocupant algunes trinxeres búlgares abans de ser empesa cap enrere pel foc de l'artilleria pesada, de metralladores i per contraatacs búlgars. Els britànics van atacar amb la 77a Brigada, la 65a Brigada debilitada, i més tard amb el 2n Regiment Zuau francès. Les 66a i 67a brigades van quedar aptes únicament per a tasques defensives i no van participar. La 77a Brigada va prendre algunes trinxeres búlgares, però va quedar en una posició exposada i va ser bombardejada per l'artilleria i, finalment, es va retirar abans que els búlgars iniciessin un contraatac. La brigada va patir prop de 50% de baixes. L'atac de la 65a Brigada també va fallar, igual que els zuaus francesos.
Mentrestant, també durant el 18 de setembre, el XVI Cos britànic van atacar amb la Divisió de Creta grega i amb el suport de la 84a Brigada britànica. Es van enfrontar a la 1a (Macedònia) Brigada búlgara, amb 24 canons i 64 metralladores. La divisió grega va atacar amb dos dels seus regiments a la davantera i un tercer en reserva, recolzat en el seu flanc per la 84a Brigada. Sis bateries d'artilleria britànica van dispara per a donar suport. La 85a Brigada britànica es va quedar com a reserva. A les 05.00h, els grecs van atacar, netejant la línia d'avançada búlgara. Després van haver de moure's a través d'una llarga plana per atacar les posicions búlgares situades sobre una sèrie de turons repartits per tota la plana. Els grecs van atacar imprudentment través de la plana i van penetrar les línies búlgares, però van ser empesos cap enrere amb el foc d'artilleria pesada, de fusells i de metralladores. L'artilleria britànica es va desplegar darrere d'ells per a proporcionar suport de foc. Els grecs es van unir i van fer diversos atacs contra les línies búlgares amb el mateix resultat que la primera vegada. A la tarda els grecs es van retirar, seguit d'unes poques hores més tard per l'artilleria britànica. El XVI Cos no va atacar el 19 de setembre a causa de les baixes. L'atac va fracassar a causa de la falta de suport de l'artilleria, els problemes de comunicació entre la unitat i l'imprudent primer atac dels grecs.

## Les baixes
Els Aliats van perdre 6.559 i 7.819 soldats entre britànics i grecs, contra els 2.726 búlgars. La major part de les pèrdues britàniques i gregues van ser del XII Cos i de la Divisió Serres, amb menys de 1.000 procedents del XVI Cos i de la Divisió Creta.

## La retirada dels búlgars
Al final del primer dia de lluita, els Aliats van guanyar una petita porció de terra a través de l'acció de les forces gregues.
L'endemà, la 65a Brigada va ataca Pip Ridge, però l'assalt va fracassar i va causar la mort de la meitat dels soldats dels Aliats que van participar. Els assaltants van atacar la ciutat del Dòiran i alguns dels turons dels voltants. No obstant això, als búlgars els va afectar poc la pèrdua de la ciutat, que era la llar de només unes poques tropes de la guarnició, i es van mantenir dins de les seves fortificacions.
El comandament búlgar va tractar de reconstruir un front més al nord, però el 22 de setembre, el front va quedar irreparablement trencat, obligant a Alemanya i a Àustria-Hongria reforçar amb urgència el front dels Balcans per a reconstruir-lo.
Diversos dies després de la batalla, els britànics es va adonar de les fortificacions búlgares estaven tranquil·les. Els exèrcits grecs i britànics van avançar només per trobar les posicions búlgares abandonades. Els exèrcits serbis i francesos havien derrotat a una part de l'exèrcit búlgar durant la batalla de Dobro Pole, a la vall del Vàrdar, i van avançar cap a Doiran. Això va impulsar al comandament del Grup d'Exèrcit Scholtz a ordenar el 1r Exèrcit búlgar a retirar-se perquè no fos tallat de la part posterior. Els britànics estaven cansats i els van perseguir lentament, i la rereguarda búlgara va lluitar prou com per permetre que la resta de les seves tropes poguessin escapar. La Reial Força Aèria britànica va atacar a les columnes búlgares en retirada, causant algunes baixes.
Malgrat aquests resultats molt limitats, l'atac va servir al seu propòsit de desviament. De fet, aquest atac va impedir la transferència de tropes búlgares cap a la vall del Vàrdar, i va impedir la comprensió general de l'ofensiva pels estrategs de les Potències Centrals.
La victòria dels francesos i serbis sobre les forces búlgares, alemanyes i austrohongareses en Macedònia va alterar l'equilibri del poder estratègic en Tràcia, entre les unitats otomanes i les forces aliades. De fet, quan els assessors alemanys van veure que les unitats dels Aliats van ocupar els cims de la vall del Vàrdar i avançaven cap a Doiran,van ordenar als búlgars a retirar-se.

## Conseqüències
Amb el front trencat, les tropes franceses i sèrbies van marxa a Macedònia, cap a Uskub, amenaçant les comunicacions de l'exèrcit búlgar i obligant als búlgars a demanar un armistici. Els Aliats van seguir avançant pel territori búlgar i algunes tropes de l'exèrcit búlgar es van amotinar i van amenaçar Sofia. El 30 de setembre, els búlgars es van rendir als aliats i van signar l'armistici de Tessalònica per tal d'evitar l'ocupació. Les Potències Centrals van tractar de lliurar reforços per assegurar el manteniment de Bulgària en l'aliança organitzada per Alemanya, però degut la velocitat de l'avanç dels Aliat, l'exèrcit alemany i austrohongarès es van veure impotents.
La principal conseqüència de l'armistici búlgar és, sens dubte, el canvi de la naturalesa de la guerra en Albània, que va obligar el comandant austrohongarès de les tropes de les Potències Centrals en Albània a canviar de plans. De fet, durant el mes de setembre de 1918, Karl von Pflanzer-Baltin, aïllat en Albània i ocupat preparant la seva ofensiva contra Vlorë, es va trobar amb les seves unitats soscavades per l'avanç francès i serbi, i va d'abandonar els seus projectes ofensius per organitzar una ràpida retirada de les unitats que tenia sota el seu comandament. D'altra banda, la defecció de Bulgària va empènyer als responsables alemanys, Paul von Hindenburg i Erich Ludendorff, exigir al Gabinet del Reich que iniciessin les negociacions de l'armistici entre Alemanya i els Aliats.
La conclusió d'aquest armistici, les seves clàusules, va obligar les Potències Centrals d'intentar reconstruir un front en Sèrbia, però la velocitat de l'avanç francès serbi i amenaça directa que va aparèixer sobre Constantinoble després de la defecció de Bulgària, va obligar a l'Imperi Otomà a sol·licitar l'obertura de les negociacions de l'armistici del 8 d'octubre (armistici de Mudros).